# Caledonia River
Der Caledonia River ist ein Fluss im östlichen Gippsland im australischen Bundesstaat Victoria.

## Verlauf
Er entspringt auf den Howitt Plains, einem Teil der Great Dividing Range im Alpine National Park in einer Höhe von 1100 m.
Der Caledonia River fließt zunächst nach Süden und im letzten Drittel seines Laufes nach Westen. Er mündet nach 33,6 km in den Macalister River.

### Nebenflüsse
Auf seinem Weg nimmt er die von Osten kommenden Nebenflüsse Caledonia River East Branch, Pipe Creek, Dingo Creek und Shaw Creek auf. Kurz vor der Mündung in den Macalister River stößt von Norden der Pine Creek dazu.
Der Caledonia River und seine Nebenflüsse liegen in größtenteils unbewohntem Bergland der Great Dividing Range.